# Toktjärnen, Västerbotten
Toktjärnen är en sjö i Skellefteå kommun och Vindelns kommun i Västerbotten och ingår i Sävaråns huvudavrinningsområde. Sjön har en area på 0,0737 kvadratkilometer och ligger 252,2 meter över havet.

## Delavrinningsområde
Toktjärnen ingår i det delavrinningsområde (716266-169446) som SMHI kallar för Inloppet i Torrträsket. Medelhöjden är 255 meter över havet och ytan är 5,9 kvadratkilometer. Räknas de 33 avrinningsområdena uppströms in blir den ackumulerade arean 200,94 kvadratkilometer. Avrinningsområdets utflöde Sävarån (Lossmenån) mynnar i havet. Avrinningsområdet består mestadels av skog (74 procent) och sankmarker (15 procent). Avrinningsområdet har 0,38 kvadratkilometer vattenytor vilket ger det en sjöprocent på 6,5 procent.